# HMS J3
HMS J3 – brytyjski okręt podwodny typu J. Zbudowany w latach 1915–1916 w stoczni Pembroke Dockyard w Pembroke Dock. Okręt został wodowany 4 grudnia 1915 roku i rozpoczął służbę w Royal Navy na początku roku 1916. 
W 1916 roku okręt dowodzony przez Lt Cdr Henry’ego J. Hearna został przydzielony do Jedenastej Flotylli Okrętów Podwodnych (11th Submarine Flotilla) stacjonującej w Portsmouth
Jego zadaniem, podobnie jak pozostałych okrętów typu J, było patrolowanie Morza Północnego w poszukiwaniu i zwalczaniu niemieckich U-Bootów. 
W listopadzie 1918 roku J3 ciągle pozostawał w 11. Flotylli. 
25 marca 1919 roku w Portsmouth wraz z pięcioma innymi okrętami tego typu został przekazany Royal Australian Navy, dowódcą został Lt Claud B. Barry. 9 kwietnia okręty te wraz ze statkiem-bazą HMAS „Platypus” oraz eskortującym krążownikiem lekkim HMAS „Sydney” rozpoczęły podróż do Australii. Poprzez Gibraltar, Maltę 30 kwietnia 1919 roku konwój dotarł do Port Said. 7 maja osiągnięto Kolombo. Podczas rejsu dwa okręty uległy awariom (HMS J3 i HMS J5). 2 czerwca J3 po naprawach wraz z HMAS „Platypus” dołączył do oczekujących w Singapurze HMS J1, J2, J4 i J7. 15 lipca 1919 roku J3 dotarł do Sydney, gdzie został wyremontowany w Garden Island Dockyard i skierowany do bazy okrętów podwodnych w Geelong. Jednostka stacjonowała w Geelong do 1922 roku. 12 lipca 1922 roku wszystkie okręty typu J należące do Royal Australian Navy zostały przeniesione do rezerwy, do zatoki Western Port w Phillip Island.
Jednostka została sprzedana firmie Hill z Melbourne, a w styczniu 1926 roku kadłub okrętu został zatopiony na cmentarzysku w Swan Island (Victoria), u wejścia do zatoki Port Phillip.